# La Jantigosa
La Jantigosa (Ixantigosa en aragonés) es una masía despoblada del municipio de La Fueva, en la comarca del Sobrarbe y provincia de Huesca, aunque geográficamente pertenece al valle del Ésera. Actualmente no tiene ningún habitante.
La Jantigosa era una masía situada en el valle del Ésera en un altiplano en la parte oriental de las faldas de la sierra de Campanué que separa este valle de La Fueva, aunque forme parte del municipio fovano. Para llegar hay que subir desde el lado ribagorzano de los alrededores de Santa Liestra. Por su ubicación es junto con Rolespé el lugar más oriental del Sobrarbe.
Los despoblados más cercanos por la parte de La Fueva son: Latorre, Solanilla y Lavilla.